# 映像で見る国技大相撲
映像で見る国技大相撲（えいぞうでみるこくぎおおずもう）はベースボール・マガジン社が2010年1月から10月までに発行した大相撲を題材にしたDVDソフト付き分冊百科である。全20巻。

## 概要
- わが日本の国技である大相撲の歴史、名勝負を日本相撲協会提供の映像資料をまとめたDVDソフトと、ベースボールマガジン社などが保有する貴重な写真などを基に振り返る。原則として隔週火曜日発売。定価は1260円（創刊号のみ特別記念価格980円）。
- DVDには取り上げた年代における大相撲本場所の名勝負の数々を収めてある。

## 発行順
発行する年代は必ずしも年代の時系列順ではない。
1. 1974年・1975年
2. 1981年-1983年
3. 1990年-1992年
4. 1976年・1977年
5. 1961年-1963年
6. 1972年・1973年
7. 1987年-1989年
8. 1993年-1996年
9. 1997年-1999年
10. 2000年-2002年
11. 2003年-2006年
12. 1978年-1980年
13. 1968年-1971年
14. 1964年-1967年
15. 1958年-1961年
16. 1984年-1986年
17. 2007年以後
18. 1945年以前（特典映像として映画『双葉山物語』を収録）
19. 1954年-1957年（特典映像として1900年に撮影された相撲取組映像を収録）
20. 1946年-1953年（特典映像として歴代横綱土俵入りの映像を収録）

## 購入特典
- 全20冊購入で希望者には「土俵の土（両国国技館で実際に使われたもの）」と「びんづけ油（すき油）」のセットを化粧箱に添えたものを贈呈（締切期限あり）
- また定期購読を利用した人には漏れなく明荷型DVDボックスを贈呈（同上）
- 更に希望者には特製バインダー（1冊に付き10冊が綴じられる。定価1260円）の購入もできる。